# Jean Francois (Basketballspieler)
Jean Francois (* 10. Dezember 1980) ist ein ehemaliger US-amerikanischer Basketballspieler.

## Werdegang
Francois wuchs in West Palm Beach im US-Bundesstaat Florida auf, seine Eltern stammen aus Haiti. Er spielte als Schüler an der Lake Worth Community High School und als Student an der Northeastern University (2000/01) in Boston sowie an der Georgia Southern University (2002 bis 2005).
Durch gute Leistungen bei den Scottish Rocks in der British Basketball League (12,5 Punkte, 3,9 Rebounds/Spiel) empfahl sich der Flügelspieler für einen Vertrag beim deutschen Bundesligisten Gießen 46ers. Für die Mittelhessen kam Francois in der Saison 2006/07 auf Mittelwerte von 6,7 Punkten und 3,9 Rebounds je Begegnung. Im September 2007 wurde er vom deutschen Zweitligisten Cuxhaven BasCats unter Vertrag genommen. Mit den Niedersachsen wurde er 2008 Vizemeister der 2. Bundesliga ProA, wodurch die Mannschaft das sportliche Aufstiegsrecht erlangte, auf den Sprung in die Bundesliga aber verzichtete. Francois trug als zweitbester Cuxhavener Korbschütze (18,7 Punkte/Spiel) zu diesem Erfolg bei.
Im Sommer 2008 wurde Francois vom spanischen Drittligisten Club Baloncesto Clavijo verpflichtet. Er spielte bis Dezember 2008 für die Mannschaft. Francois spielte anschließend bis zum Ende der Saison 2008/09 bei ToPo Helsinki in der finnischen Korisliiga, erzielte dort 16,3 Punkte je Begegnung.
Der auf den Positionen Power Forward und Small Forward einsetzbare Francois spielte 2009/10 in der österreichischen Basketball-Bundesliga für die Güssing Knights, 2010/11 für WBC Raiffeisen Wels und stand von 2011 bis 2013 bei BC Zepter Vienna unter Vertrag. Für Güssing erzielte er in der Saison 2009/10 als viertbester Korbschütze der Liga 19,4 Punkte je Begegnung.